# Bălăcița
Bălăcița è un comune della Romania di 3254 abitanti, ubicato nel distretto di Mehedinți, nella regione storica dell'Oltenia. 
Il comune è formato dall'unione di 3 villaggi: Bălăcița, Dobra, Gvardinița.